# شهرداری‌های اتریش
در جمهوری اتریش، شهرداری (آلمانی: Gemeinde، گاهی اوقات نیز Ortsgemeinde) بخشی از تقسیم اداری است که شامل یک روستا، شهرک یا شهر واحد است. شهرداری دارای وضعیت شرکتی و خودگردانی محلی بر اساس دموکراسی نمایندگی به سبک پارلمانی است: شورای شهرداری (Gemeinderat) منتخب از طریق یک سیستم لیست حزبی، قوانین شهرداری را تصویب می‌کند، هیئت اجرایی شهرداری (Gemeindevorstand)) و یک شهردار (مرد Bürgermeister، زن Bürgermeisterin) منصوب شده از طرف شورا مدیریت شهرداری را بر عهده دارند. اتریش در حال حاضر (۱ ژانویه ۲۰۲۰) به ۲۰۹۵ شهرداری تقسیم شده است که جمعیت آنها از حدود پنجاه (روستای گرامایس در تیرول) تا تقریباً دو میلیون (شهر وین) متغیر است. هیچ سرزمین ثبت نشده‌ای که توسط دولت در اختیار یک دولت خودگردان اداره نشود، در اتریش وجود ندارد و تمامی مناطق بخشی از یک دولت خودگران است.

## مبانی
وجود ساختار شهرداری‌ها و نقش آنها به عنوان حاملان حق مدیریت شخصی توسط قانون اساسی اتریش تضمین و تصویب شده است. (براساس B-VG ماده ۱۱6 (1)).
در قانون اساسی، شهرداری‌ها در واقع دارای خودمختاری هستند (eigenverantwortlich) و در هر موضوعی که یک روستا، شهرک یا شهر می‌توان فرض کرد که هم به آن علاقه دارد و هم بهترین توانایی را دارد. مقامات شهرداری ملزم به رعایت قوانین ملی (در سطح بزرگتر) و استانی (ایالتی) هستند و می‌بایست به دلایلی مانند عدم رعایت حاکمیت قانون پاسخگوی دادگاه‌ها باشند، اما از نظر سیاسی در برابر مدیران ملی یا استانی پاسخگو نیستند و از آنها دستور نمی‌گیرند. (B-VG 118)

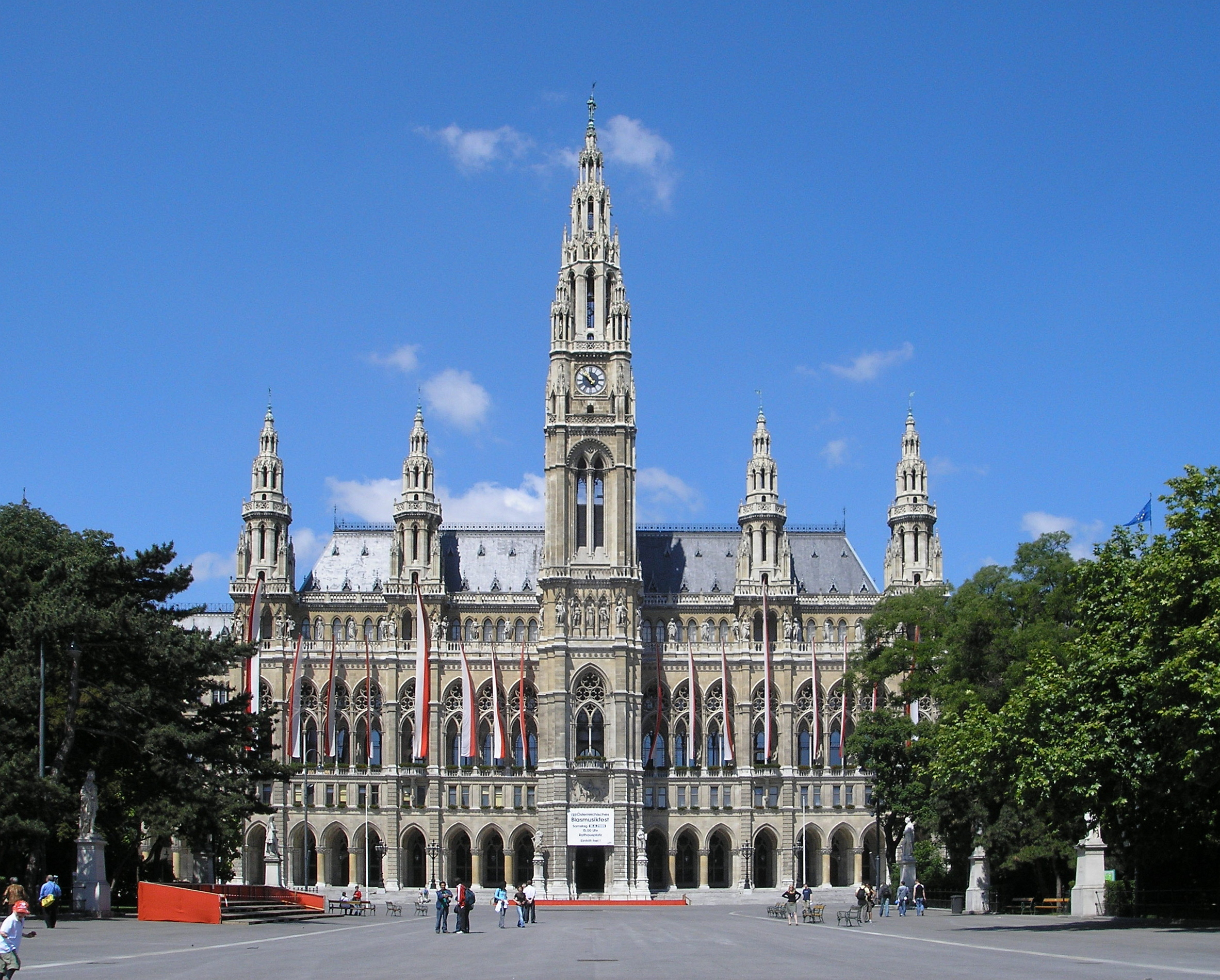
تالار شهر وین

تمام املاک و مستغلات در اتریش در محدوده یک شهرداری قرار می‌گیرند، به این معنی که هیچ منطقه ثبت نشده‌ای وجود ندارد و هیچ راهی برای دولت یا هر ساکنی وجود ندارد که از الزامی که هر یک از ساکنان دائم بخشی از یک جامعه شهری باشد، چشم پوشی کند. بنابر این بر اساس قانون اساسی اتریش، تمامی اراضی این کشور بخشی از یک ایالت خودمختار هستند. (B-VG 116 (2)).
همه شهرداری‌ها در اتریش، شرکت‌هایی تعاونی هستند و حق داشتن دارایی و مالکیت را دارند. همچنین می‌توانند کسب‌وکار را اداره کنند، مالیات‌های شهرداری را وضع کنند و عموماً امور مالی خود را مدیریت می‌کنند. (B-VG 116 (3)). شهرداری‌ها حق دارند انجمن‌های شهرداری را تحت نظارت اداره استانی (B-VG 116a) تشکیل دهند و همچنین با شهرداری‌های دیگر اتریش معاهدات داخلی منعقد کنند (B-VG 116b).
بر اساس قانون در اتریش، شهرداری‌ها دموکراسی‌های پارلمانی کوچکی هستند که دارای قوه مقننه منتخب مردم و قوه مجریه است که توسط قوه مقننه نصب و نظارت می‌شود:
- شورای شهرداری (Gemeinderat) به عنوان قانونگذار اشتراکی عمل می‌کند. اعضای آن در انتخابات آزاد، مخفی و جهانی انتخاب می‌شوند. هر ساکن دائمی ثبت نام شده شهرداری مورد نظر که واجد شرایط رای دادن (یا نامزدی) در انتخابات استانی (در استانی که شهرداری در آن است) نیز واجد شرایط رای دادن (یا نامزدی) در انتخابات محلی شهرداری است. به‌طور پیش‌فرض، این امر حق رأی را برای شهروندان اتریشی محدود می‌کند، اما استان‌ها می‌توانند حق رأی و شرکت در انتخابات شهرداری را به شهروندان سایر کشورهای عضو اتحادیه اروپا گسترش دهند. قانون اساسی ، نمایندگی تناسبی در فهرست حزبی را به عنوان سیستم پیش‌فرض رای‌دهی تصریح می‌کند، اما در صورتی که احزاب سیاسی سازمان‌یافته‌ای برای شرکت در انتخابات وجود نداشته باشند، رای مستقیم را برای کاندیداها مجاز می‌سازد (B-VG 117 (2)). این شورا یک مجمع مشورتی است که به‌طور جمعی تصمیم می‌گیرد. (B-VG 117 (3)). جلسات آن عمومی است (B-VG 117 (4)).
- هیئت اجرایی شهرداری (Gemeindevorstand) بر دستگاه اداری جامعه نظارت دارد (B-VG 117 (7)). تعداد کرسی‌های هر حزب سیاسی در هیئت مدیره متناسب با تعداد کرسی‌هایی است که در شورا دارد (B-VG 117 (5)).
- شهردار (Bürgermeister، زن Bürgermeisterin) رئیس دولت جامعه است. به‌طور پیش فرض، شهردار توسط شورا انتخاب می‌شود. استان‌ها ممکن است شرط کنند که به جای آن شهردار توسط حوزه انتخابیه انتخاب شود. (B-VG 117 (6))
- قوانین استانی ممکن است رفراندوم شهرداری و سایر اشکال دموکراسی مستقیم را در حدودی پیش‌بینی کند. (B-VG 117 (8))

شهرداری‌ها شعبه قضایی ندارند.

## انواع شهرداری‌ها

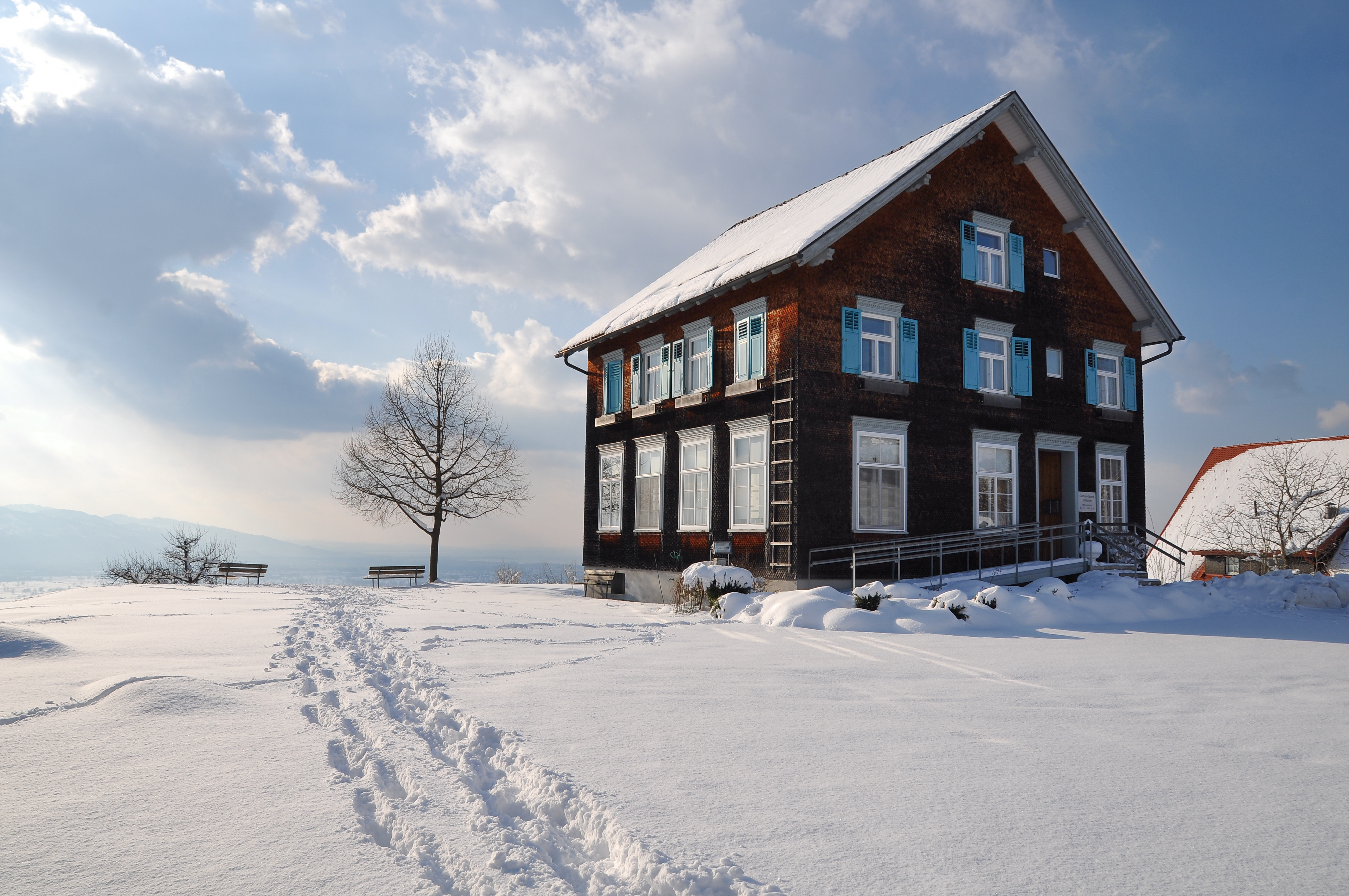
تالار شهر بیلدشتاین، فورارلبرگ، جمعیت حدود. ۷۰۰

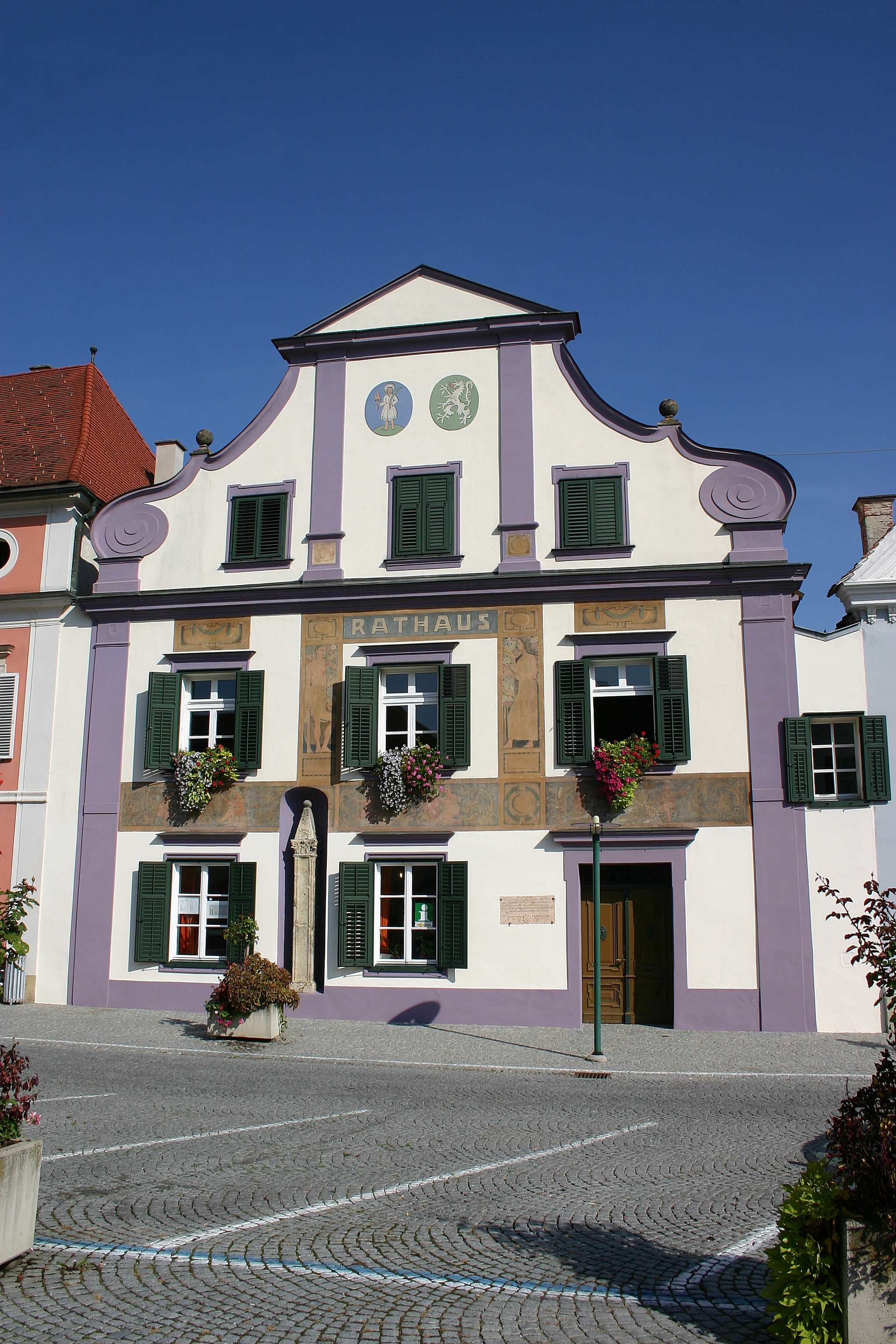
تالار شهر پلو، اشتایرمارک، با جمعیتی حدود ۲۰۰۰ نفر.

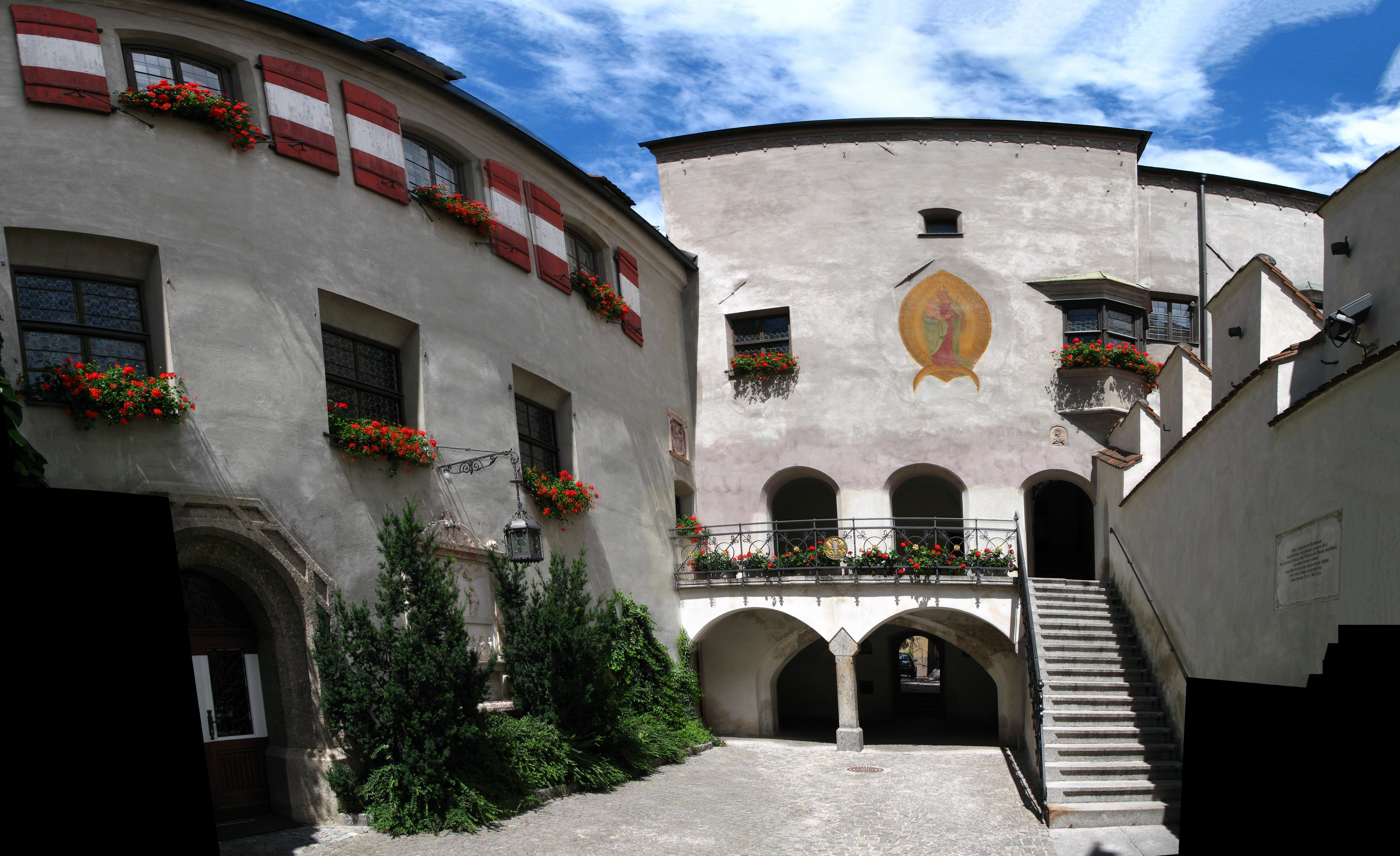
تالار شهر هال در تیرول، تیرول، جمعیت حدود. ۱۲۷۰۰. هال یکی از بزرگ‌ترین شهرهای اتریش در اواخر قرون وسطی بود و هنوز هم یک مرکز اقتصادی و فرهنگی منطقه ای است.

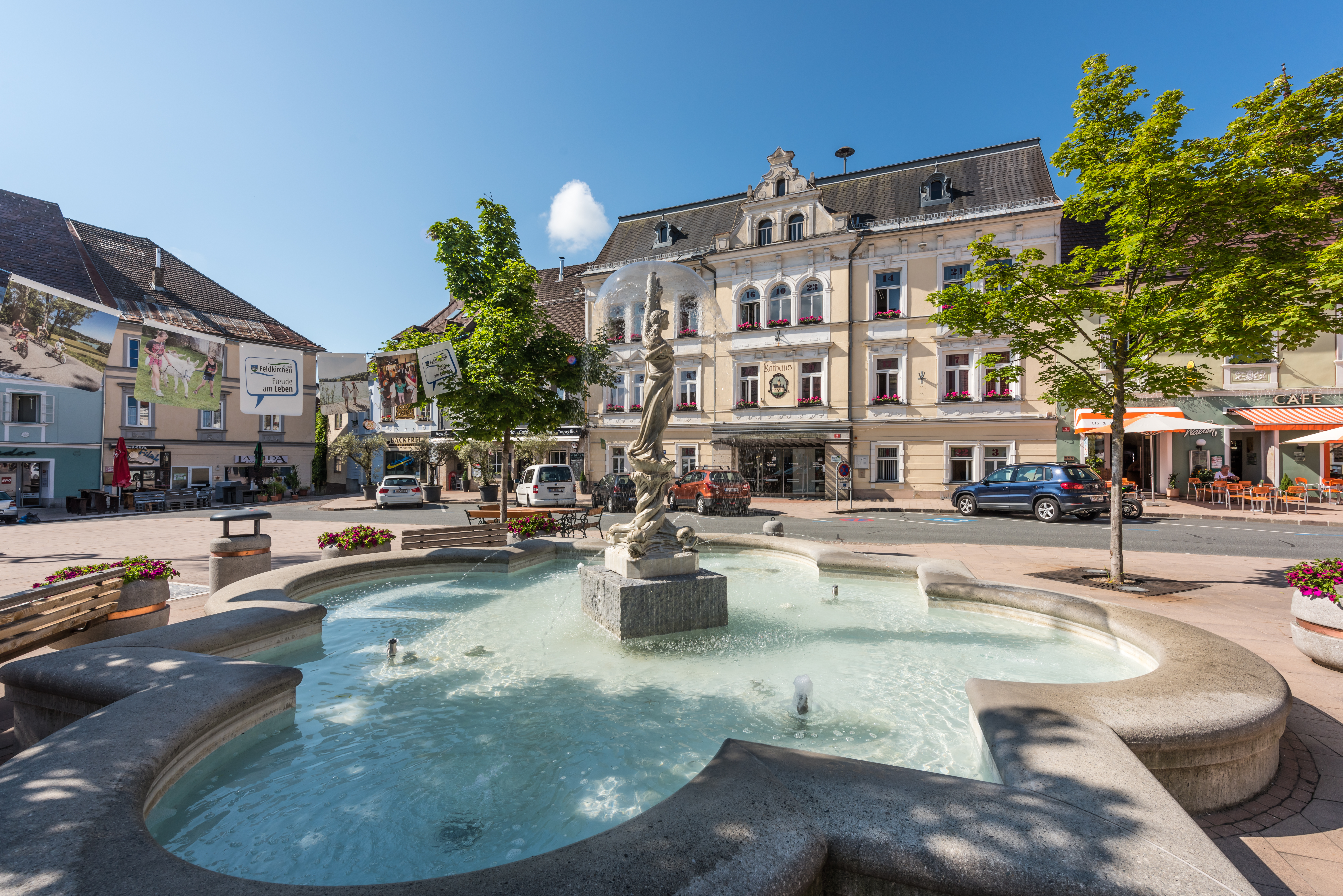
تالار شهر فلدکیرشن، کارینتیا، جمعیت حدود. ۱۴۰۰۰، مرکز منطقه فلدکیرشن

به شهرداری‌های بزرگتر معمولاً وضعیت شهر بودن اعطا می‌شود (Stadtrecht). این تمایز، اگرچه در قرون وسطی و اوایل دوران مدرن مهم و باارزش است، اما امروزه کاملاً نمادین است. وضعیت شهر در حال حاضر هیچ گونه مسئولیت قانونی اضافی را ایجاد نمی‌کند. تعدادی استثنا در این زمینه وجود دارد. شهرهایی وجود دارند که در حال حاضر به سختی بیشتر از روستاها هستند و صرفاً به این دلیل که در گذشته‌های دور مراکز جمعیتی منطقه‌ای به نسبت بزرگی بوده‌اند، شهر نامیده می‌شوند. برای مثال، شهر راتنبرگ حدود ۴۰۰ نفر جمعیت دارد. شهر هاردگ حدود ۱۲۰۰ نفر سکنه دارد، اگرچه هسته تاریخی شهر - یعنی هاردگ بدون روستاهای اطراف آن - فقط ۸۰ نفر را در خود جای داده است. طبق قانون اساسی، تفاوت اصلی بین شهرداری‌هایی که شهر هستند (Städte، آواز خواندن. Stadt) و شهرداری‌هایی که نیستند این است که در شهرها به هیئت اجرایی شهرداری می‌گویند نه Gemeindevorstand اما Stadtrat (B-VG 117 (1)). یعنی تنها تفاوت آنها در اطلاق نام مقامات و موقعیت‌های سیاسی هر منطقه به آنهاست و تمایز دیگری ندارند.
تمایز مشابه دیگری که در گذشته معنادار بود اما امروز نمادین است، تمایز بازار شهر است (Marktgemeinde).
شهرهایی که مراکز اقتصادی و اداری با گستره جغرافیایی وسیع تری هستند، می‌توانند به وضعیت قانونی شهر ارتقاء یابند. یک شهر قانونی (Stadt mit eigenem Statut یا Statutarstadt) علاوه بر حوزهٔ شهرداری، وظایف یک مقام اداری ناحیه را نیز بر عهده دارد. این وضعیت با هیچ استقلال سیاسی افزوده‌ای همراه نیست؛ مقامات اداری ناحیه اساساً فقط مراکز خدماتی هستند که شهروندان از آنها برای تعامل با دولت ملی به کار می‌برند، به عنوان مثال برای درخواست گواهینامه رانندگی یا گذرنامه. دولت ملی عموماً از استان‌ها برای اداره این نقاط تماس از طرف خود استفاده می‌کند. در مورد شهرهای قانونی، شهرداری باید پایدار باشد. درست همان‌طور که اتریش تعدادی روستا دارد که اسماً شهر هستند زیرا در گذشته اهمیت زیادی داشتند، اتریش نیز تعدادی شهر کوچک دارد که دارای وضعیت قانونی شهر هستند زیرا در چند قرن پیش پایتخت‌های ایالتی هر منطقه بودند. نمونه‌ها عبارتند از وایدهوفن آن در یبس، که جمعیت حدود ۱۱۰۰۰ نفر دارد یا روست بورگن لاند با جمعیت حدود ۱۹۰۰ نفر. شهرداری که امروز خواهان وضعیت قانونی شهر است باید دست کم جمعیتی بالغ بر ۲۰۰۰۰ نفر داشته باشد. (B-VG 116 (3)) هیئت اجرایی شهرداری یک شهر قانونی را سنای شهر (Stadtsenat) می‌نامند).(B-VG 117 (1))
به‌طور غیررسمی، شهرداری‌هایی که نه شهر هستند و نه بازار شهرک، گاهی به نام Landgemeinden شناخته می‌شوند، روشن شد. «شهرداری‌های روستایی».

## مسئولیت‌ها
قانون اساسی بین حوزه مسئولیت‌های ذاتی شهرداری تمایز قائل شده است (eigener Wirkungsbereich) و حوزه مسئولیت‌هایی که از سوی سطوح بالاتر دولت به شهرداری‌ها تفویض شده است (übertragener Wirkungsbereich). قانون اساسی حداقلی از حوزه ذاتی را تعریف می‌کند که قوانین ملی و استانی می‌توانند به آن اضافه کنند اما از آن کم نکنند: (B-VG 118 (2))
- اخذ مالیات شهرداری (Gemeindeabgaben) و در غیر این صورت امور مالی و دارایی خود را مدیریت می‌کنند.
- تعیین مأموران شهرداری
- استخدام و سرپرستی کارکنان شهرداری.
- پلیس امنیت محلی (Sicherheitspolizei) و کنترل رویداد (Veranstaltungspolizei).
- مدیریت فضای ترافیک شامل، اما نه محدود به نگهداری جاده‌ها و پلیس راهنمایی و رانندگی.
- حفاظت از محصول (Flurschutz).
- امور پلیس بهداشتی، خدمات امداد و نجات، خدمات دفن.
- نجابت عمومی (Sittlichkeitspolizei).
- برنامه‌ریزی توسعه، پیشگیری از آتش‌سوزی، و اجرای کلی قوانین ساختمان.
- خدمات میانجی گری برای حل و فصل اختلافات خارج از دادگاه.

قوانین اضافی تعداد زیادی مسئولیت اضافی را به شهرداری‌ها واگذار می‌کند. شهرداری‌ها وظیفه تأمین آب عمومی، دفع فاضلاب، دفع زباله، روشنایی عمومی، ساخت و نگهداری گورستان و موارد دیگر را بر عهده دارند. آنها مدارس و مهدکودک‌ها، تسهیلات زندگی، امکانات ورزشی و فرهنگی و ادارات آتش‌نشانی را اداره می‌کنند. اختیاراتی که طبق قانون اساسی هر شهرداری اتریش تضمین شده است، سهم کمی از اختیاراتی است که در عمل دارد. مسائل مربوط به خدمات عمومی (Daseinsvorsorge) مسائل بسیار فراتر از طبقه مدیریت سیاسی (Obrigkeitliche Verwaltungs) هم از نظر برجستگی و هم از نظر بودجه. (Raschauer 2009, Rz 330.)

## تقسیمات فرعی

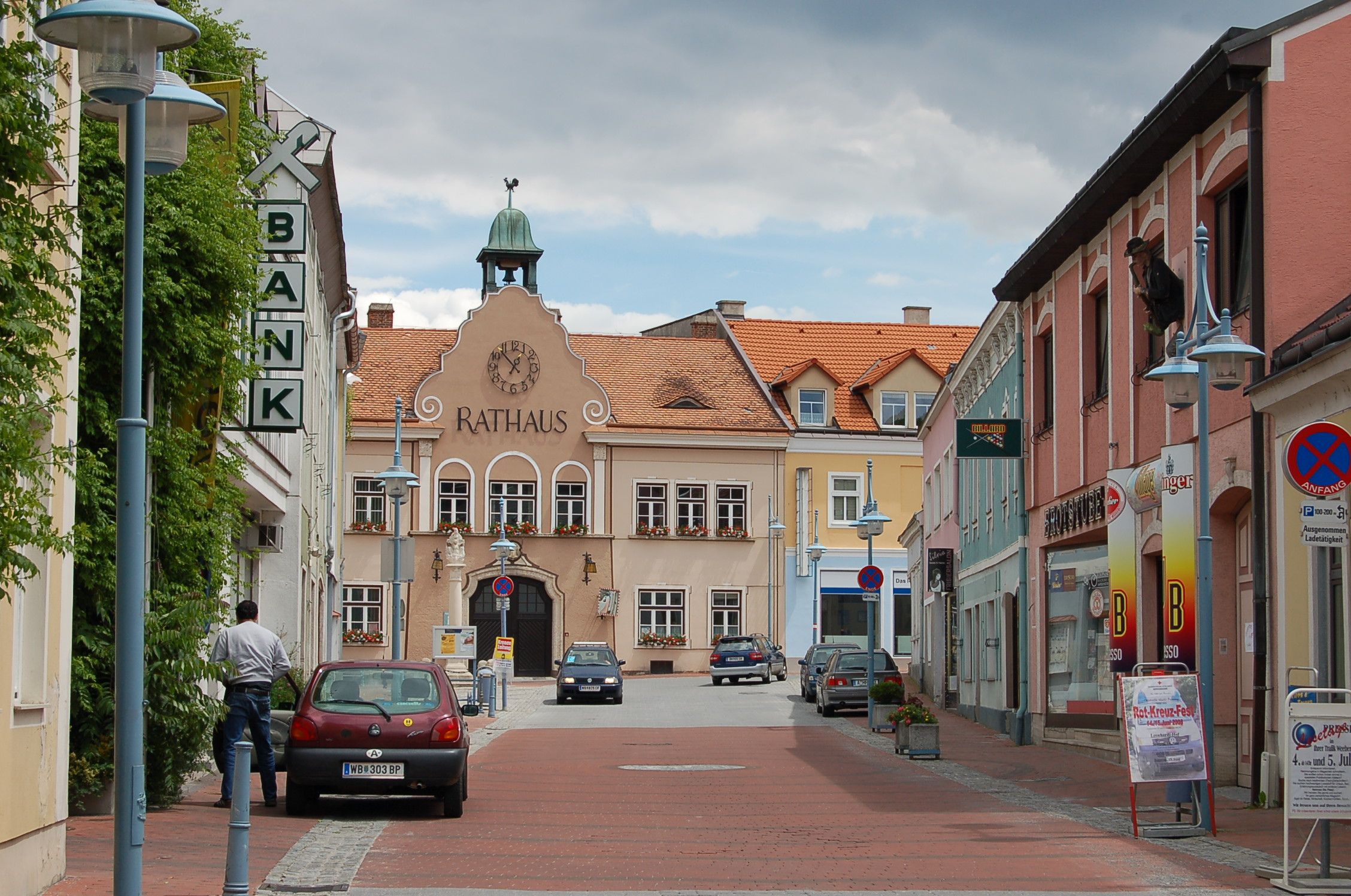
تالار شهر مارکت پیستینگ، اتریش پایین، جمعیت حدود. ۳۰۰۰

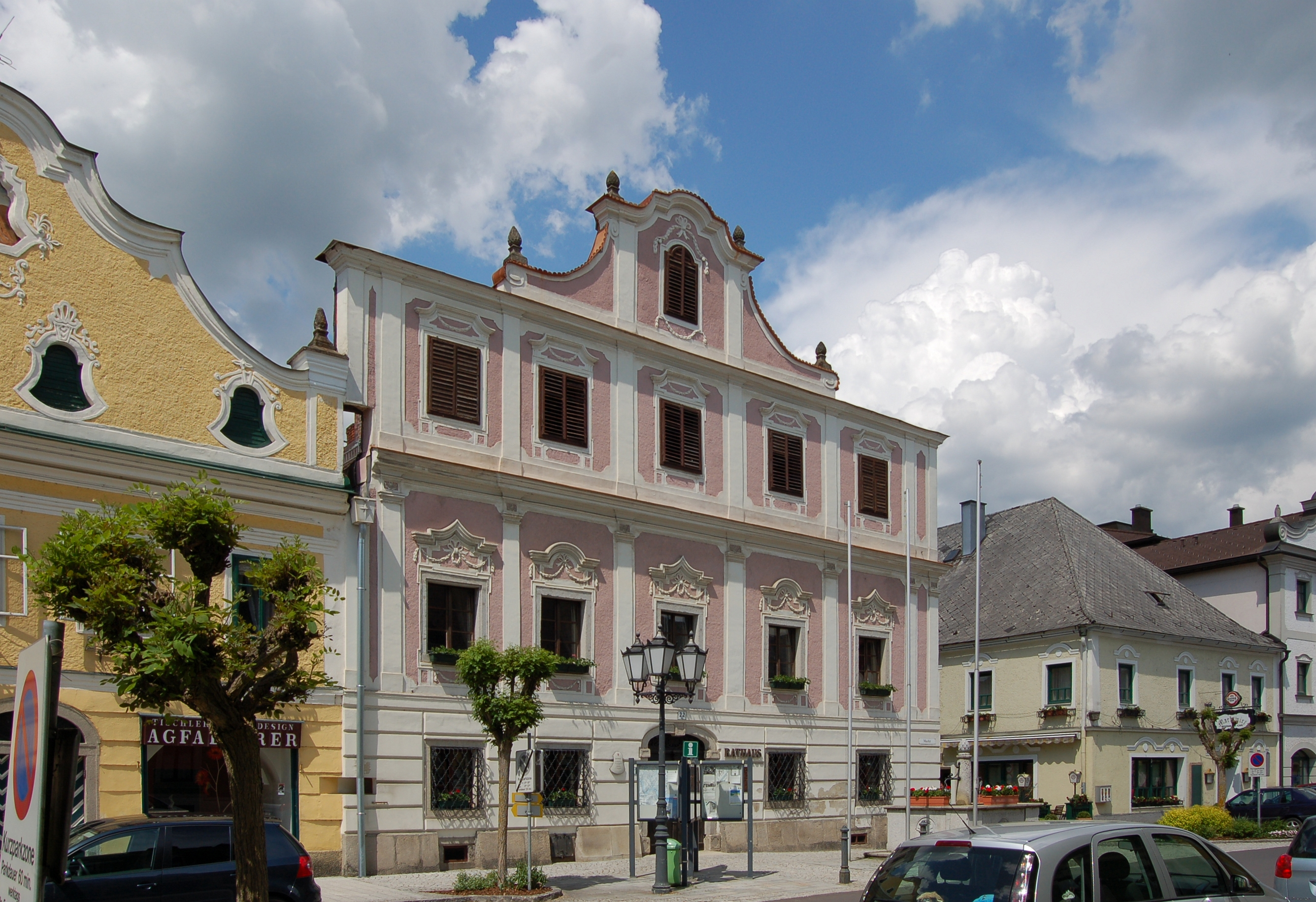
تالار شهر نوفلدن، اتریش علیا، جمعیت حدود ۱۳۰۰

شهرهای وین، گراتس و کلاگنفورت به بخش‌های شهرداری تقسیم می‌شوند (Stadtbezirke)، عامیانه فقط Bezirke). مناطق شهری را نباید با مناطق اداری اشتباه گرفت (politische Bezirke، اما در عامیانه نیز فقط Bezirke نامیده می‌شود). مناطق اداری توسط قانون اساسی پیش‌بینی شده است و نقش مهم و قابل مشاهده ای در ادارات ملی و منطقه ای اتریش ایفا می‌کنند. نواحی شهری زیرمجموعه‌ای از ادارات محلی هستند که توسط قوانین محلی ایجاد شده‌اند. وین، گراتس و کلاگنفورت شهرهای قانونی هستند و به این ترتیب هر کدام معادل یک منطقه اداری هستند.
۲۳ ناحیه وین (Wiener Gemeindebezirke) و ۱۷ ناحیه گراتس دارای شکل محدودی از خودگردانی در سطح حوزه هستند. حوزه انتخابیه منطقه یک مجلس منطقه را انتخاب می‌کند (Bezirksvertretung، مجمع منطقه به نوبه خود یک کمیسر ناحیه (Bezirksvorsteher) را انتخاب می‌کند). مجامع منطقه و کمیشنرها مسئول هر موضوعی هستند که شهر برای واگذاری به آنها انتخاب می‌کند - به‌طور کلی، آنها مدارس را اداره می‌کنند و مراقبت از راه‌ها، نگهداری عمومی محله و برنامه‌ریزی ترافیک را بر عهده دارند. آنها تا حدی از استقلال بودجه ای برخوردارند، اگرچه نمی‌توانند مالیات وضع کنند و به پولی که شهر به آنها اختصاص می‌دهد وابسته است.
۱۵ منطقه کلاگنفورت تقریباً تنها محله‌هایی به اندازه یک محله هستند که خودمختاری خاصی ندارند.

## آمار
از اول ژانویه ۲۰۱۸، ۱۵ شهر قانونی در اتریش، ۱۸۶ شهر دیگر، ۷۷۰ شهرک بازار، و ۱۱۲۷ کمون دیگر، در مجموع ۲۰۹۸ شهرداری وجود دارد. یکی از این شهرداری‌ها برجسته است: شهر وین یک شهر قانونی و در عین حال یک ایالت است. با ۱٬۹۰۰٬۰۰۰ نفر جمعیت، پایتخت ملی نیز هفت برابر بزرگتر از دومین شهر پرجمعیت، گراتس است.
برای هشت ایالت دیگر، اعداد به شرح زیر است (Statistik Austria 2018):
| منطقه       | شهرهای قانونی | دیگر شهر‌ها | شهرهای بازاری | دیگر | جمع  | میانگین جمعیت |
| ----------- | ------------- | ---------- | ------------- | ---- | ---- | ------------- |
| بورگن‌لاند   | ۲             | ۱۱         | ۶۷            | ۹۱   | ۱۷۱  | ۱٬۷۰۰         |
| کرنتن       | ۲             | ۱۵         | ۴۷            | ۶۸   | ۱۳۲  | ۴٬۲۰۰         |
| نیدراسترایش | ۴             | ۷۲         | ۳۲۷           | ۱۷۰  | ۵۷۳  | ۲٬۹۰۰         |
| اوبراسترایش | ۳             | ۲۹         | ۱۵۱           | ۲۵۷  | ۴۴۰  | ۳٬۳۰۰         |
| سالزبورگ    | ۱             | ۱۰         | ۲۴            | ۸۴   | ۱۱۹  | ۴٬۶۰۰         |
| اشتایرمارک  | ۱             | ۳۴         | ۱۲۲           | ۱۳۰  | ۲۸۷  | ۴٬۳۰۰         |
| تیرول       | ۱             | ۱۰         | ۲۱            | ۲۴۷  | ۲۷۹  | ۲٬۷۰۰         |
| فورآرلبرگ   | ۰             | ۵          | ۱۱            | ۸۰   | ۹۶   | ۴٬۱۰۰         |
| کل          | ۱۴            | ۱۸۶        | ۷۷۰           | ۱۱۲۷ | ۲۰۹۷ | ۳٬۳۰۰         |

با توجه به جمعیت، در هر طبقه از شهرداری‌ها تنوع زیادی وجود دارد:
| کلاس          | کوچک‌ترین | کوچک‌ترین        | بزرگ‌ترین  | بزرگ‌ترین                |
| کلاس          | جمعیت    | شهرداری         | جمعیت     | شهرداری                 |
| ------------- | -------- | --------------- | --------- | ----------------------- |
| شهرهای قانونی | ۱٬۹۲۱    | رست، بورگنلند   | ۱٬۸۸۸٬۷۷۶ | وین                     |
| دیگر شهرها    | ۴۱۱      | راتنبرگ، تیرول  | ۴۹٬۲۷۸    | دورنبیرن، فورارلبرگ     |
| شهرک‌های بازار | ۴۷۵      | لورتو، بورگنلند | ۲۲٬۸۲۱    | لوستناو، فورارلبرگ      |
| دیگر          | ۴۵       | گرامایس، تیرول  | ۱۳٬۰۵۶    | والز-زیزنهایم، سالزبورگ |

با توجه به مساحت، کوچک‌ترین شهرداری راتنبرگ با ۰٫۱۱ کیلومتر مربع (۰٫۰۴۲ مایل مربع) است. بزرگ‌ترین آنها سولدن در قلمرو کوهستانی کم جمعیت تیرول با ۴۶۶٫۷۸ کیلومتر مربع (۱۸۰٫۲۲ مایل مربع) است. . شهر وین با ۴۱۴٫۶۵ کیلومتر مربع (۱۶۰٫۱۰ مایل مربع) در رتبه دوم قرار دارد. .